# San Miguel Totolapan
San Miguel Totolapan är en ort i Mexiko.   Den ligger i kommunen San Miguel Totolapan och delstaten Guerrero, i den södra delen av landet, 190 km sydväst om huvudstaden Mexico City. San Miguel Totolapan ligger 302 meter över havet och antalet invånare är 4 319.
Terrängen runt San Miguel Totolapan är kuperad åt nordväst, men åt sydost är den platt. Runt San Miguel Totolapan är det ganska glesbefolkat, med 21 invånare per kvadratkilometer. Närmaste större samhälle är Tlapehuala, 17,9 km nordväst om San Miguel Totolapan. Omgivningarna runt San Miguel Totolapan är en mosaik av jordbruksmark och naturlig växtlighet.